# Lounge music
Lounge music é um gênero musical que pretende provocar (evocar) nos ouvintes a sensação de estar em um lugar, por exemplo uma selva, uma ilha paradisíaca, no espaço, etc, diferente de onde eles estão ouvindo, transportando-os a um país uma região a uma situação em especial,  caracterizado pela harmonia musical de misturas de músicas dos anos 50 e 60, com swing e sons característico da atualidade como bossa nova e easy listening. Também possui notáveis influencias vindo do Dance, quando se torna o ChillHouse.

## Descrição
Geralmente, são produzidas prezando bases instrumentais, batidas ritmicas suaves e a voz humana, utilizadas geralmente para compor um ambiente, como restaurantes, bares, locais de espera, ou qualquer local de relaxamento. Apesar das suas origens, a Lounge Music ganhou evolução técnica, caprichos e muito detalhamento que acaba por apresentar refinamentos que fazem com que a musica tenha muita nuance. Assim, acaba por ser um estilo musical que compreende inumeras origens e resultados trabalhados. Se torna assim um estilo de musica tambem conhecidom como "Laid Back" para se apreciar.